# Tam Cốc-Bích Động

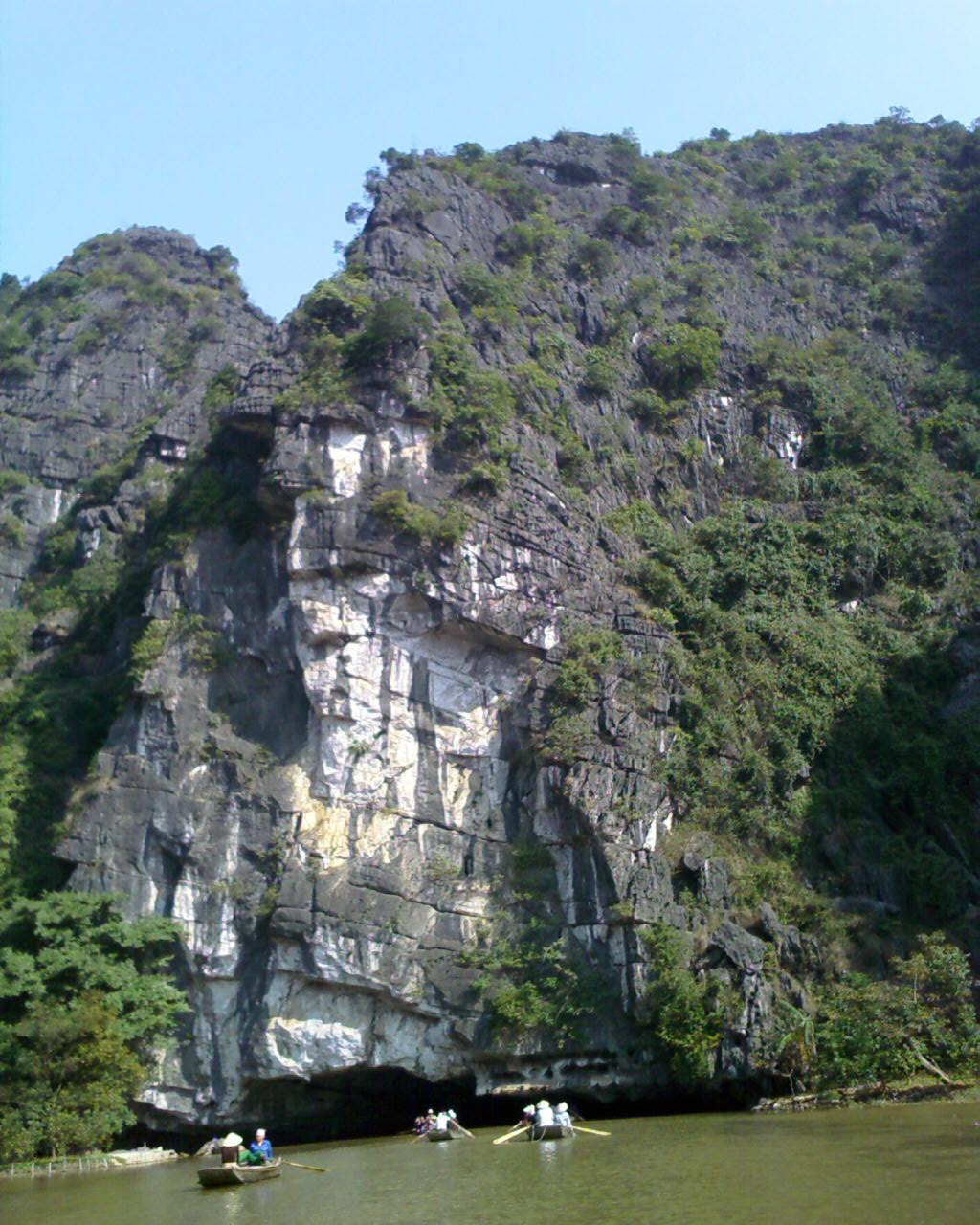
Tam cốc bích động

Tam Cốc-Bích Động ist eine touristische Sehenswürdigkeit in Nordvietnam und Teil des Landschaftskomplexes Tràng An. Sie liegt in der Nähe der Gemeinde Tam Cốc in der Provinz Ninh Bình. Tam Cốc-Bích Động besteht aus zwei Teilen: Tam Cốc, einem Unterwasser-Karst-System sowie Bích Động, einer Reihe von Pagoden in der Felsenlandschaft.

## Tam Cốc
Tam Cốc, wörtl. „drei Höhlen“, besteht aus drei natürlichen Höhlen – Hang Cả, Hang Hai, und Hang Ba – am Ufer des Ngô-Đồng-Flusses.
Die Gegend trägt den Spitznamen „Ha-Long-Bucht des Landesinnern“.

## Bích Động
Auf dem Ngu-Nhac-Gebirge wurden die Bích-Động-Pagoden errichtet. Sie unterteilen sich in eine untere (Hạ 下), mittlere (Trung 中) und obere (Thưởng 上) Pagode.
Auf dem Gipfel des Berges steht die Statue eines gelehrten Mandarins, der die großartigen Landschaften von Hoa Lu betrachtet.
Der Standort der Pagode wurde 1428 von zwei Mönchen gewählt, die „durch die Ansicht des Flusses und der Berge bezaubert wurden“.
Auf König Le-Canh-Hung, der ein Gedicht zu Ehren der schönen Pagode und der Landschaft schrieb, geht die Ansicht zurück, dass die Bich-Dong Pagode nach der Huong-Pagode, auch Perfume Pagode genannt, in der Provinz Hà Tây die zweitschönste Pagode Vietnams sei.